# Pentagram
För albumet av Gorgoroth, se Pentagram (musikalbum).

Femuddig stjärna med en udd uppåt

Klassiskt pentagram

Ett pentagram är en femuddig stjärna inskriven i en pentagon, det vill säga spetsarna är sammanbundna med fem streck. En stjärna utan de fem sammanlänkande strecken kanske kallas för pentagram ibland, men är i själva verket en femuddig stjärna. En femuddig stjärna inritad i en cirkel kallas pentakel. Det är inget pentagram i den klassiska bemärkelsen, även om den ofta kallas så. Ordet pentagram kommer av grekiska πεντάγραμμον (pentagrammon), en substantivform av πεντάγραμμος (pentagrammos) som kan översättas "av fem linjer".
Pentagrammet är känt inom mystiken som en magisk symbol. Inom matematiken kallas pentagrammet för simplex s4.

## Symbolik
Anledningen till att pentagrammet är en femuddig stjärna inskriven i en pentagon istället för en cirkel har att göra med symbolik och matematik. Inom matematiken kallas pentagrammet för "simplex s4". Det är en tvådimensionell avbild av ett flerdimensionellt matematiskt objekt. Det kan man se om man tittar noggrant på ett pentagram. Man kan skönja bilden av 5 vanliga tredimensionella tetraedrar som sammanfogats till ett pentagram.
Inom metafysiken betraktas pentagrammet som en magisk symbol, ett "verktyg" som i sig inte kan tillskrivas goda eller onda egenskaper. Det onda eller det goda kommer sig av hur det används.

## Historik
Pentagrammet som symbol är spritt över olika folk och kulturer med olika symbolisk betydelse. Den brukades av präster och magiker redan i den Sumeriska kulturen i Mesopotamien under sent 3000-tal f.Kr. 

## Nuvarande använding och symbolik

Satanistiskt uppochnedvänt pentagram med Baphomet.

Ett pentagram symboliserar numera bland annat gudinnedyrkan och det heliga kvinnliga. Det finns en felaktig föreställning att ett pentagram med spetsen nedåt skulle vara negativt och spetsen uppåt positivt, men det är ytterst individuellt beroende på vem som använder symbolen. Pentagram och pentakler med spetsen nedåt har på senare tid kommit att förknippas med satanism eller djävulsdyrkan. Den "satanistiska" rörelsen Church of Satan använder sig av pentagrammet vänt upp och ner så att stjärnan ser ut att ha två horn. Denna användning har ingen djupare historisk förankring. Gudinnedyrkare och wiccaner låter ofta pentagrammets uddar stå för de fem elementen: jord, vatten, luft, eld och ande. Denna användning har heller ingen djupare historisk förankring. Bland profeten Bábs illustrerade skrifter från tiden i olika fängelser före sin arkebusering, finns mängder av teckningar på ofta utdragna femuddiga stjärnor, och den kalligrafiska symbolen för religionen Bahá'í har sådana lodrätt utdragna femuddiga stjärnor på vardera sidan, vilket sägs symbolisera de två nästan samtidiga profeterna Báb och Bahá'u'lláh.